# جوزيف بنجامين برنس
جوزيف بنجامين برنس (بالإنجليزية: Joseph Benjamin Prince)‏ هو سياسي كندي، ولد في 29 أبريل 1855، وتوفي في 25 أكتوبر 1920. حزبياً، نشط في الحزب الليبرالي الكندي. وقد انتخب عضو مجلس الشيوخ الكندي.